# Stadio Pio XII
Stadio Pio XII is een voetbalstadion in Albano Laziale, nabij Rome. Het is vernoemd naar paus Pius XII en biedt plaats aan 1500 toeschouwers.
Het is het thuisstadion van de Serie D-club Cynthialbalonga. Het was tevens het officiële voetbalstadion van het nationale voetbalteam van Vaticaanstad.